# Nirvana (EP)
Nirvana – EP brytyjskiego piosenkarza Sama Smitha, wydany w Wielkiej Brytanii w formacie digital download 3 października 2013 roku przez wytwórnie płytowe PMR oraz Capitol Records. Minialbum dotarł do 126. pozycji amerykańskiego zestawienia Billboard 200.
Wydawnictwo zawiera singel „Latch”, wydany wcześniej przez zespół Disclosure na ich debiutanckim albumie Settle.
Utwór „Safe with Me” osiągnął 86. pozycję, a „Nirvana” 82. miejsce na brytyjskiej liście przebojów UK Singles Chart. Pierwszy z nich zadebiutował 23 października 2013 roku w brytyjskiej rozgłośni radiowej BBC Radio 1Xtra w audycji DJ-a MistaJama.
W wywiadzie dla BBC Radio 1 wokalista zapowiedział, że utwory wydane na minialbumie były „eksperymentalne” i nie pojawią się na debiutanckim albumie In the Lonely Hour, którego oficjalną premierę zaplanowano na 26 maja 2014 roku.

## Lista utworów
Opracowano na podstawie materiału źródłowego.
| Nr | Tytuł utworu                                                     | Słowa                                                                    | Muzyka                                | Długość |
| -- | ---------------------------------------------------------------- | ------------------------------------------------------------------------ | ------------------------------------- | ------- |
| 1. | „Safe with Me”                                                   | Sam Smith, Ben Ash                                                       | Two Inch Punch                        | 3:04    |
| 2. | „Nirvana”                                                        | Sam Smith, James Napier, Harry Craze, Hugo Chegwin, Anup Paul            | Craze & Hoax, Jonathan Creek (Co.)    | 3:22    |
| 3. | „I’ve Told You Now (Live at St Pancras Old Church, Londyn 2013)” | Sam Smith, Eg White                                                      | Darren Heelis                         | 4:00    |
| 4. | „Latch (Acoustic)”                                               | Sam Smith, Howard Lawrence, Guy Lawrence, Camille Campbell, James Napier | Disclosure, Jimmy Napes               | 3:41    |
| 5. | „Together (Sam Smith, Nile Rodgers, Disclosure, Jimmy Napes)”    | Sam Smith, Guy Lawrence, Howard Lawrence, James Napier, Nile Rodgers     | Disclosure, Nile Rodgers, Jimmy Napes | 2:22    |
| 6. | „Money on My Mind”                                               | Sam Smith, Ben Ash                                                       | Steve Fitzmaurice, Two Inch Punch     | 3:14    |
| 7. | „Nirvana (Harry Fraud Remix)”                                    | Sam Smith, Anup Paul, Harry Craze, Hugo Chegwin, James Napier            | Craze & Hoax, Jonathan Creek (Co.)    | 3:17    |
|    |                                                                  |                                                                          |                                       | 23:00   |

## Pozycje na listach
| Kraj              | Lista (2013)       | Najwyższa pozycja |
| ----------------- | ------------------ | ----------------- |
| Stany Zjednoczone | Billboard 200      | 126               |
| Stany Zjednoczone | Heatseekers Albums | 1                 |